# Sunyaragi
Sunyaragi is een bestuurslaag in het regentschap Kota Cirebon van de provincie West-Java, Indonesië. Sunyaragi telt 10.779 inwoners (volkstelling 2010).